# Університет Сіднея
Університе́т Сіднея, Сіднейський університет (англ. University of Sydney, також неформально англ. Sydney Uni) — найстаріший державний університет в Австралії. Був заснований 1 жовтня 1850 року відповідно до англ. University of Sydney Act. Через два роки університет був урочисто відкритий 11 жовтня 1852 року у теперішній Сіднейській гімназії.
Розташований у Сіднеї, штат Новий Південний Уельс. Є одним з найкращих університетів Австралії і за багатьма позиціями входить до двадцятки найкращих університетів світу. Член Групи восьми й групи Пісковикових університетів.

## Факультети

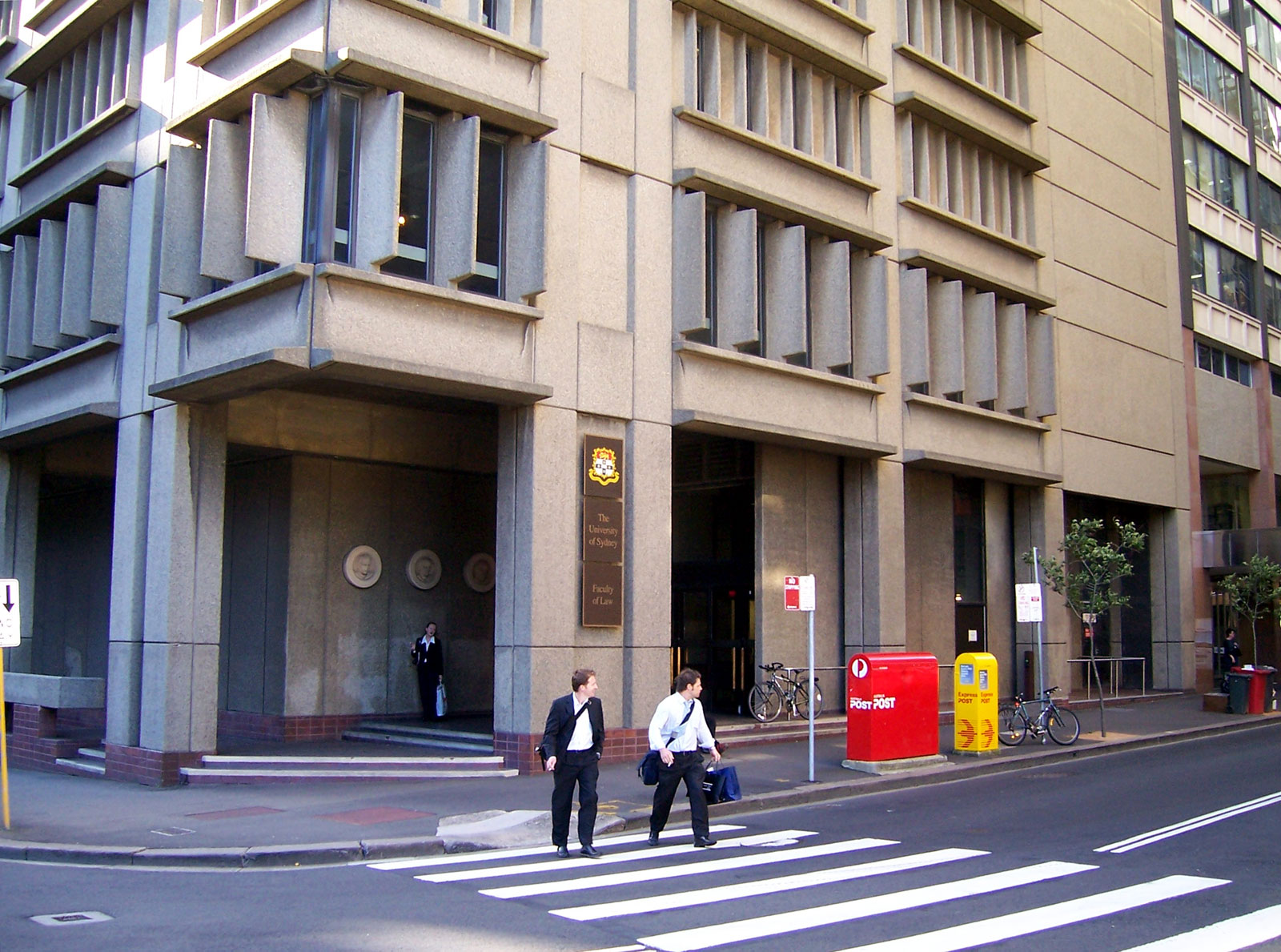
Університет Сіднея. Школа права.

Сіднейський університет складається з 16 факультетів і шкіл. Найбільшими факультетами за чисельністю студентів є: факультет гуманітарних і соціальних наук, школа підприємництва. Кожен факультет окремо нараховує від 4500 студентів на рік.
- Факультет сільського господарства та навколишнього середовища
- Факультет архітектури, дизайну і планування
- Факультет гуманітарних і соціальних наук
- Бізнес-школа
- Факультет стоматології
- Факультет освіти й соціальної роботи
- Факультет Інженерні та інформаційні технології
- Факультет Медичних наук
- Сіднейська школа права
- Сіднейська школа медицини
- Сіднейська школа сестринської справи та акушерства
- Факультет фармації
- Факультет природничих наук
- Сіднейський коледж мистецтв
- Сіднейська музична консерваторія
- Факультет ветеринарної справи